# Dioclea violacea
Dioclea violacea är en ärtväxtart som beskrevs av George Bentham. Dioclea violacea ingår i släktet Dioclea och familjen ärtväxter. Inga underarter finns listade i Catalogue of Life.